# Perdita bohartorum
Perdita bohartorum är en biart som beskrevs av Parker 1983. Perdita bohartorum ingår i släktet Perdita och familjen grävbin. Inga underarter finns listade i Catalogue of Life.